# Gordita de horno
La gordita de cocedor o de horno es un pan mexicano, elaborado con masa de harina de maíz, derivados lácteos, manteca y azúcar principalmente. Se cocinan en un horno de leña, tradicionalmente de adobe, a diferencia de las gorditas, que se cocinan en comal o se fríen en sartén. 
Se preparan artesanalmente en el medio rural, siendo una tradición culinaria que pasa de una generación a otra. Son muy solicitadas en las fiestas del día de  muertos o San Juan. Pueden consumirse frías o calientes. En algunos lugares incluyen un relleno, que puede ser frijoles, queso, picadillo, rajas, chicharrón, nopales, entre muchos otros más.

## Elaboración
Para elaborar la masa, se necesita maíz tierno nixtamalizado (cocido con agua y cal), que después se lava y se martaja. En algunos lugares el maíz también se muele en metate, que es de donde se obtiene un producto con una consistencia ideal para la preparación de la masa, que se revuelve únicamente con jocoque, sin agua y solo con una cucharadita de carbonato por cada kilo de masa, agregándole queso, preferentemente seco, o cuajada, también molida. Se añaden así mismo la manteca de cerdo y el azúcar o piloncillo, según el gusto.
Una vez obtenida la masa, con la mano se les da forma ovalada a las gorditas y se calientan en el horno. Ocasionalmente se les dan otras formas, como figuritas aludiendo a los difuntos del día de muertos. Para la cocción es recomendable contar con un horno de carbón o leña seca, que puede ser de mezquite, pino o huizache dependiendo de la región. Se debe contar también con una pala, que generalmente es de madera, donde se colocarán las hojas de lámina en las que se ponen las gorditas antes de meterlas al horno. A dichas hojas se les pone previamente un poco de manteca de puerco para que no se peguen al tiempo de cocerlas. El proceso de cocción depende de la habilidad y la práctica del encargado del horno o panadero.

### Tipos de hornos
Aunque en la actualidad también se utilizan hornos eléctricos o estufas de gas, estos hacen que el producto pierda calidad. Las gorditas de horno originales solo son elaboradas en hornos de piedra, de ladrillo, de tierra o de adobe y siempre se hornean leña o carbón.
|                                          |
| Gorditas en un horno de leña en Coahuila |

|                                                               |
| Gorditas en un horno en Nogalitos de la Cruz, San Luis Potosí |

## Variantes

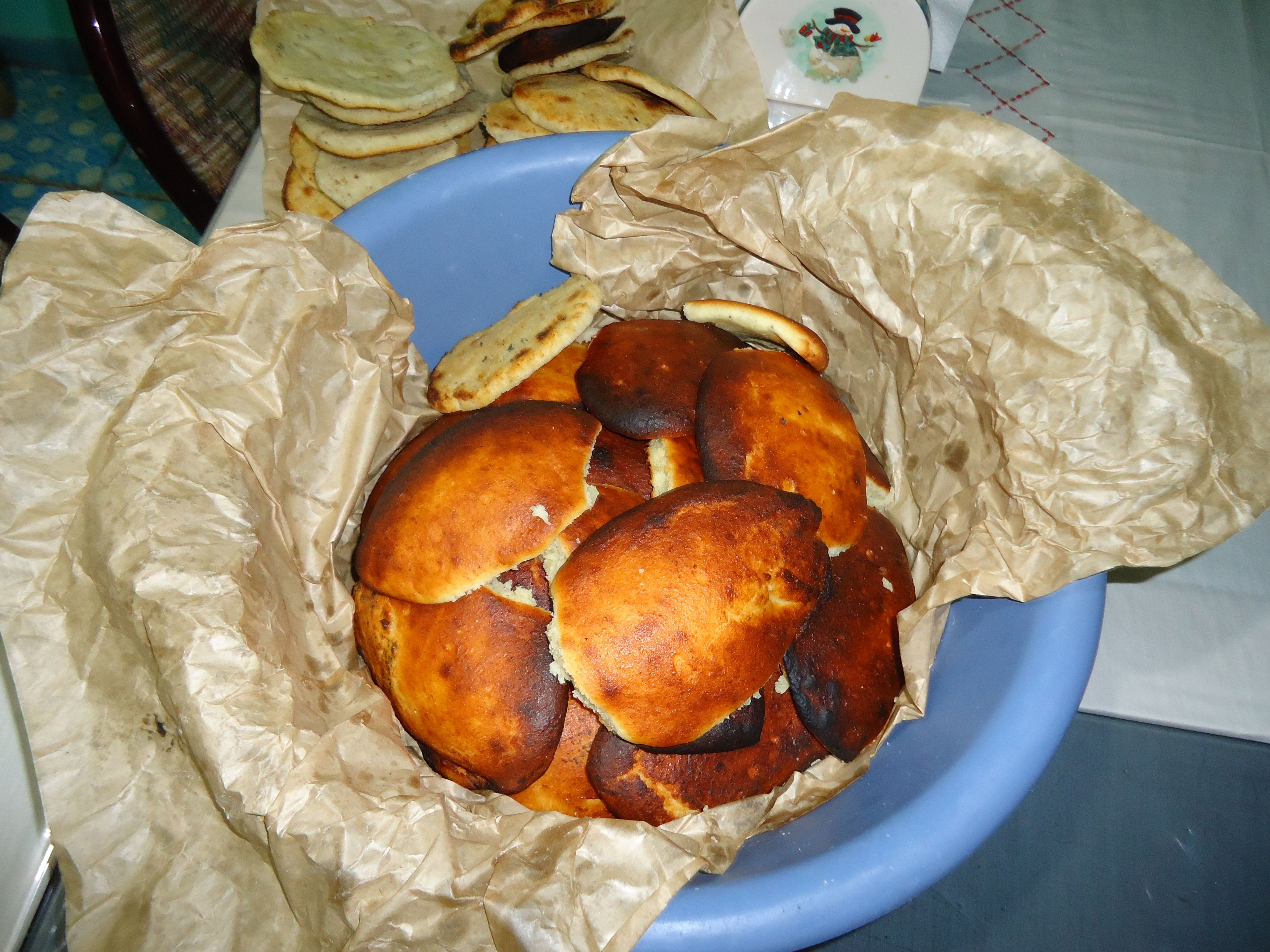
Gorditas de horno típicas

| - Gorditas de horno con piloncillo - Gorditas de horno con canela - Gorditas de horno con anís - Gorditas de horno con menta | - Gorditas de horno con frijoles - Gorditas de horno con queso - Gorditas de horno con picadillo - Gorditas de horno con rajas - Gorditas de horno con chicharrón - Gorditas de horno con nopales |